# QCD perturbativa
La cromodinamica quantistica perturbativa (QCD perturbativa) è lo studio della cromodinamica quantistica in termini di energia quando la costante di accoppiamento forte {\displaystyle \alpha _{s}} è piccola, consentendo di applicare la teoria perturbativa. Sotto molto aspetti, il calcolo attuale delle predizioni della QCD sono estremamente difficoltosi a causa di un infinito numero di possibili interazioni topologicamente non equivalenti. Alle alte energie l'accoppiamento è così piccolo che un 
numero infinito di termini può essere approssimato in maniera accurata da numeri di termini molto più trattabili. Sebbene limitata nello scopo, questo approccio si è rivelato il più preciso test della QCD.